# معدل بطالة

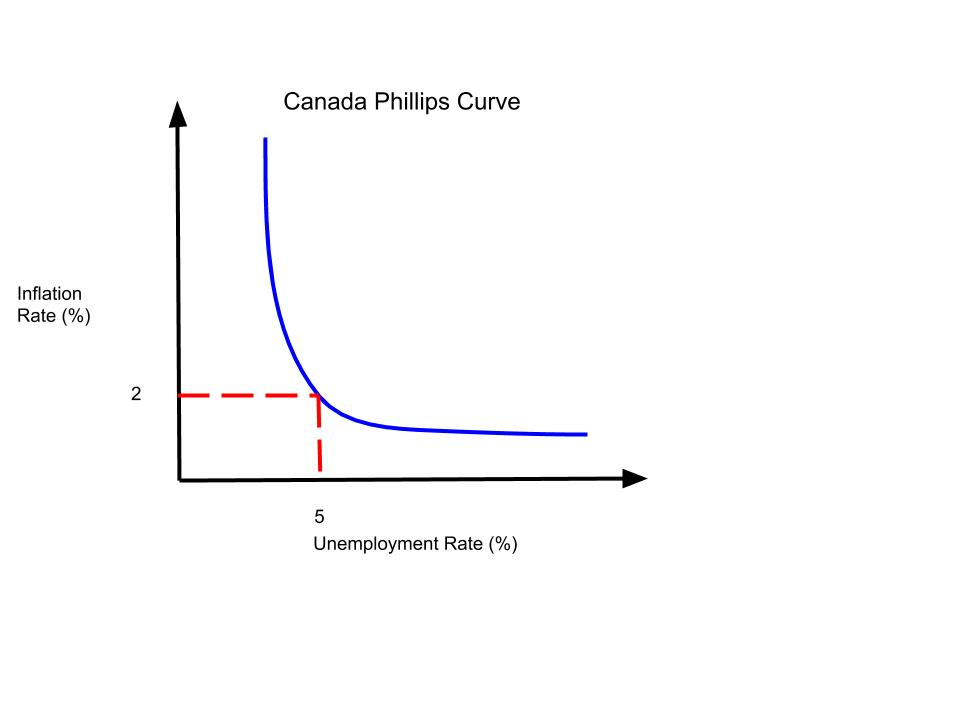
يوضح الرسم البياني معدل البطالة في كندا.

معدل البطالة هو النسبة المئوية لعدد الأفراد العاطلين عن العمل بشرط أن يكون لديهم الرغبة في العمل من إجمالي «السكان النشطين» وتختلف نسبة العاطلين حسب الوسط (حضري أو قروي) وحسب الجنس والسن ونوع التعليم والمستوى الدراسي. ويمكن حسابها كما يلي:
- معدل البطالة = (عدد العاطلين مقسوما بعدد القوة العاملة) مضروباً بمائة.
- معدل مشاركة القوة العاملة = (قوة العمالة مقسوما على النسبة الفاعلة) مضروباً بمائة.

ويشمل مفهوم «السكان النشطين» وفق تعريف منظمة العمل الدولية جميع الأشخاص الذين ما زالوا في سن العمل، سواء كانوا يعملون فعلا أم يبحثون عن عمل، وسواء كان عملهم مأجورا أم غير مأجور.

## أسباب البطالة
تعدُّ البطالة مِنْ أهمّ الأزمات التي تُهدّدُ استقرار المُجتمعات، وتوجدُ مَجموعةٌ مِنَ الأسبابِ التي تُؤدّي إلى ظهورها، والتي تختلفُ مِنْ مُجتمعٍ إلى آخر، ومِنْ أهمها: الأسبابُ السياسيّة، والاقتصاديّة، والاجتماعيّة، ولكلٍّ منها مُؤثراتٌ ونتائجُ سلبيّةٌ تُؤثّرُ على المُجتمع.